# Carol Gattaz
Caroline de Oliveira Saad Gattaz (São José do Rio Preto, 27 de julio de 1981) es una jugadora de voleibol femenino brasileña. Gattaz ganó 5 veces el Gran Premio Mundial y fue tres veces medallista de plata en los Campeonatos Mundiales de 2006, 2010 y 2022. Después de ser ignorada para varias ediciones de los Juegos Olímpicos -convirtiéndose en comentarista del canal SporTV para las ediciones de Beijing 2008 y Londres 2012-, Gattaz fue convocada para el equipo que compitió en los Juegos de Tokio de 2021, donde ganó la medalla de plata.

## Carrera
En su infancia y primera adolescencia, fue la máxima goleadora del equipo de fútbol sala de su escuela y del Automóvel Clube de São José do Rio Preto, donde también entrenó baloncesto. Más tarde fue también invitada a integrar el equipo América, tradicional club de fútbol de su ciudad natal. Finalmente, dos entrenadores la invitaron a practicar voleibol. Tiempo después, Carol ganó una beca para competir en campeonatos en su escuela. 
A los 17 años se trasladó a São Caetano do Sul (SP) y se incorporó al equipo de la ciudad, el São Caetano Esporte Clube. Todavía en 1998, tuvo la oportunidad de competir en una Superliga y ganar su primer título: el Campeonato Paulista Infantojuvenil. El inicio en la Gran Región ABC fue excelente y la temporada siguiente – 1999 – trajo otros cuatro trofeos (todos en la categoría Juvenil): el Bi Estadual (São Caetano), el brasileño (Seleção Paulista), el Sudamericano (Brasil) - incluyendo el premio individual al mejor bloqueo de la competición - y un subcampeonato del Mundo con Brasil.
A partir de entonces, la carrera de Carol Gattaz despegó. La jugadora se consolidó como uno de los principales nombres del equipo São Caetano. En 2000, pasó al Rexona, pero regresó al ABC Paulista al año siguiente. La primera convocatoria a la selección brasileña adulta se produjo en 2003. A partir de entonces, Carol Gattaz se convirtió en una de las titulares para el técnico José Roberto Guimarães y comenzó a coleccionar títulos defendiendo los colores del país. Luego de ser contratada por Osasco/Finasa, fue campeona de las principales competencias mundiales de voleibol. Tras una etapa en Italia en 2007/08, donde jugó en el Monte Schiavo Jesi, regresó a Brasil para jugar en el Rexona, de Río de Janeiro. Aunque consideró retirarse tras no ser convocada para los Juegos Olímpicos de Verano de 2008, acabó acudiendo a los Juegos Olímpicos como comentarista de SporTV, puesto que mantendría en el Gran Premio de 2010. Gattaz permaneció en los medios de comunicación durante el Gran Premio de 2011, escribiendo una columna en el Diário Lance! y comentando la final en TV Globo . Cuando una fascitis plantar la marginó de los Juegos Olímpicos de 2012, SporTV la volvió a contratar como comentarista.

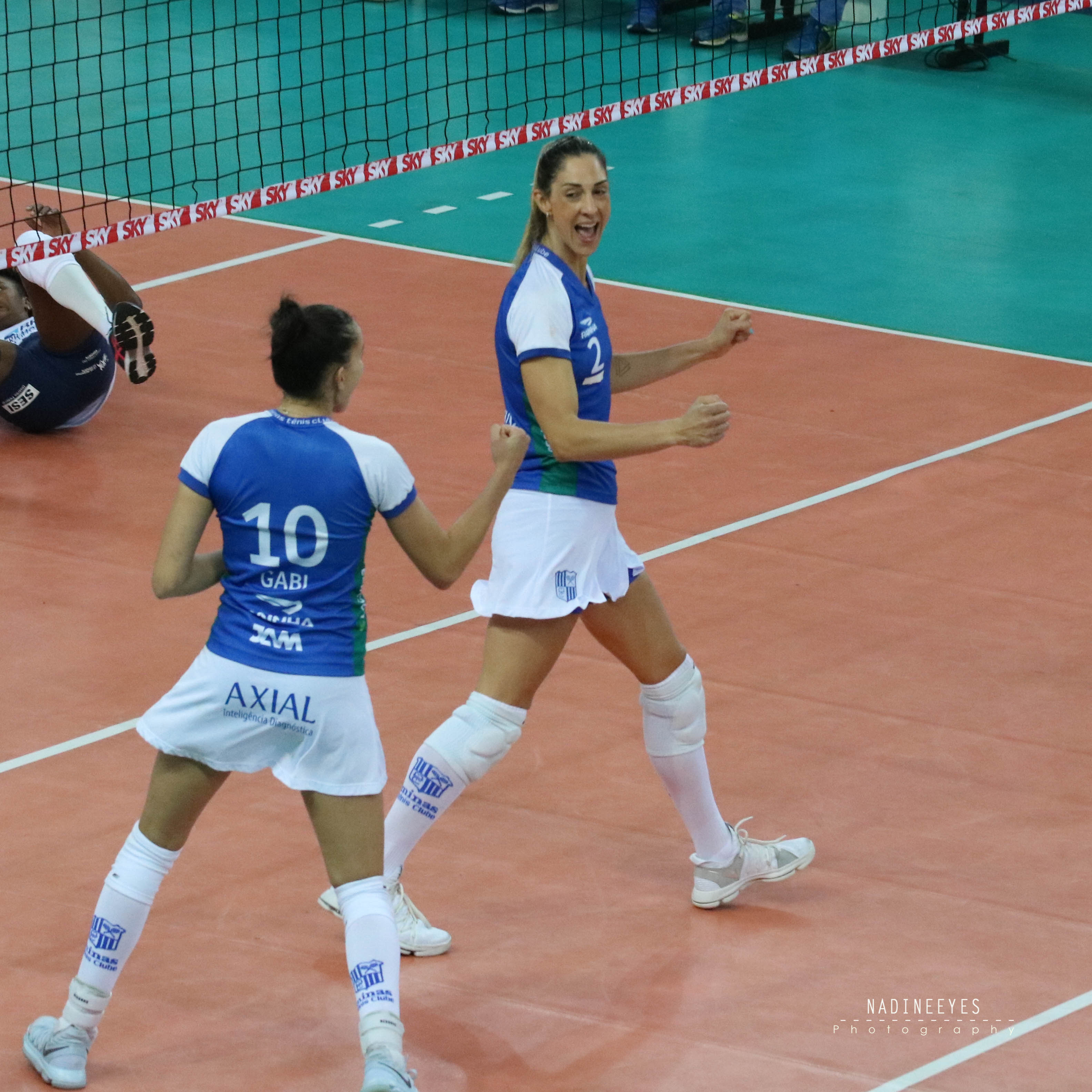
Gattaz en la Superliga brasileña de voleibol femenino 2018-19.

Renovó con Camponesa/Minas para la temporada 2017-18 y fue subcampeona de la Supercopa Brasil 2017, obteniendo también el título del Campeonato Mineiro 2017 y se consagró campeona de la edición del Campeonato Sudamericano de Clubes de 2018, siendo premiada como Mejor Jugadora (MVP) de la competición.
Renovó con el citado club de Minas Gerais y se consagró bicampeona de la edición 2018 del Campeonato Mineiro, y compitió en la edición 2018 del Mundial de Clubes disputado en Shaoxing, siendo una de las protagonistas en las semifinales, ayudando al equipo a revertir un marcador de 24-19 en el segundo set ante el favorito Eczacıbası VitrA, clasificándose para la final y ganando la medalla de plata. Luego ganó el título de la Copa Brasil 2019 celebrada en Gramado y logró el tricampeonato (2018/19/20) del Campeonato Sudamericano de Clubes celebrado en Uberlândia/MG, donde dos veces (2018 y 2019) fue elegida mejor jugadora de la competición. Además, contribuyó a que el club ganara el título de la Superliga brasileña 2018-19, donde recibió el premio a mejor defensa central y jugadora estrella de la edición. Debido al buen momento de su carrera, en 2021 Gattaz fue convocada nuevamente a la selección brasileña, luego de un impasse de ocho años. En esta nueva etapa ganó la medalla de plata en la Nations League de 2021, siendo la mejor defensa central de la competencia junto a la turca Eda Erdem. A punto de cumplir 40 años, finalmente formó parte de un equipo olímpico en los Juegos de Tokio. Terminó la campaña con una medalla de plata y siendo nombrada la mejor central del torneo. Gattaz también logró el récord de la mujer de mayor edad en lograr un podio para Brasil, y entre ambos sexos, sólo es superada por Torben Grael, que se llevó el oro en 2004 a los 44 años. Gattaz también formó parte del equipo de deportistas de la comunidad LGBT presentes en los Juegos Olímpicos de Tokio. En enero de 2022, Gattaz fue elegido por el sitio web VolleyBall World y por la FIVB (Federación Internacional de Voleibol), como la quinta mejor jugadora del mundo, en una lista de 12 atletas de voleibol.
El 17 de marzo de 2023, Carol Gattaz sufrió una rotura del ligamento cruzado anterior de la rodilla derecha, en la derrota del Minas ante el Sesc RJ Flamengo por 3-1, en Río de Janeiro, en un partido de la Superliga . Minas confirmó la lesión el 20 de marzo e informó que Carol será operada. El tiempo de recuperación se estimó que estará entre seis y nueve meses.

## Clubes
Desde la temporada 1998/99 hasta la 2017/18, Carol Gattaz también tiene un currículum ganador en varios clubes de Brasil, además de una etapa en Italia:
- São Caetano Esporte Clube – São Caetano (SP) – 1998/99, 1999/2000, 2001/02, 2002/03 y 2003/04;
- Rexona – Curitiba (PR) – 2000/01;
- Finasa/Osasco – Osasco (SP) – 2004/05, 2005/06 y 2006/07;
- Monte Schiavo Jesi – Jesi (ITA) – 2007/08;
- Rexona/Ades – Río de Janeiro (RJ) – 2008/09;
- Unilever – Río de Janeiro (RJ) – 2009/10 y 2010/11;
- Vôlei Futuro – Araçatuba (SP) – 2011/12;
- Amil Voleibol - Campinas (SP) - 2013/14;
- Minas Tênis Clube - Belo Horizonte (MG) - 2014/15, 2015/16, 2016/17, 2017/18, 2018/19, 2019/20 y 2020/2021.

## Títulos
- Liga de las Naciones 2021
- Superliga A de Brasil : 2018-19
- Copa Brasil : 2019[11] y 2021[21]
- Supercopa de Brasil de Voleibol ː2017[4]
- Superliga A de Brasil : 2016-17
- Campeonato de Minas Gerais : 2017,[5] 2018[8] y 2020[22]
- Bicampeona de São Caetano infantil y juvenil – São Caetano (1998/99)
- Campeona Brasileña Juvenil – Selección Nacional de São Paulo (1999)
- Séxtuple campeona de la Superliga – Finasa Osasco (2004/2005), Rexona (2008/2009), Unilever (2010/2011), Itambé/Minas (2018/2019/, 2020/2021 y 2021/2022)
- Dos veces ganadora de la Copa Salonpas – Finasa Osasco (2005) y Rexona/Ades
- Campeona del Torneo de Basilea – Finasa/Osasco (2004) y Unilever (2009)
- Tetracampeona Paulista – Finasa Osasco (2004/05, 2005/06 y 2006/07) y Vôlei Futuro/Araçatuba (2011/2012)
- Bicampeona Carioca – Unilever (2009/10)
- Campeona de los Juegos Abiertos del Interior – Finasa/Osasco
- Cuatro veces campeona del Campeonato Sudamericano de Clubes con Minas Tênis Clube (2018, 2019, 2020 y 2022)
- Tricampeona del Campeonato Mineiro con Minas Tênis Clube (2017, 2018 y 2020)

## Premios individuales
- Premio Líderes Regionales Noroeste Paulista 2021: Categoría Personalidad del Año[23]
- Mejor Central del Campeonato Sudamericano de Clubes 2021
- Mejor Central - Liga de Naciones de Voleibol Femenino 2021
- 1º Mejor Central de la Superliga A de Brasil 2018-19
- Estrella de la Superliga A de Brasil 2018-19
- MVP del Campeonato Sudamericano de Clubes 2019 [12]
- MVP del Campeonato Sudamericano de Clubes 2018 [6]
- Mejor Central del Campeonato Sudamericano de Clubes 2020
- Mejor bloqueo - Montreux Volley Masters 2009
- Mejor bloqueo - Campeonato Sudamericano 2009
- Mejor bloqueo - Fase de clasificación del Gran Premio de 2005
- Mejor bloqueo - Etapa Taipei del Gran Premio 2005
- Mejor bloqueo - Campeonato Sudamericano 2005
- Mejor bloqueo - Campeonato Sudamericano Juvenil 1999
- Mejor bloqueo - Torneo Clasificatorio al Mundial 2006

## Selección brasileña
La carrera de Carol Gattaz en la selección brasileña comenzó en 1999, cuando la deportista tenía 18 años. En la Categoría Juvenil inició su palmarés con Brasil. A partir de 2003, su nombre siempre estuvo presente en las plantillas del equipo adulto, donde siguió acumulando victorias y medallas. Carol Gattaz fue convocada por José Roberto Guimarães para los Juegos Olímpicos de Beijing 2008, siendo eliminada de esa lista unos días antes de que la selección brasileña partiera hacia Beijing. Fue convocada nuevamente para competir en el Mundial de Holanda, en 2022. Ayudó al equipo a llegar a la final contra la selección serbia y ganó la medalla de plata con el equipo.
Hasta 2022, entre otros títulos, ganó:

### Equipo juvenil brasileño
- Campeón Sudamericano Sub-20 (1999)
- Campeón del mundo Sub-20 (1999)

### Selección brasileña mayor
- Campeona Campeonato Sudamericano de Voleibol Femenino 2021
- Subcampeona de los Juegos Olímpicos de 2020
- Subcampeona de la Liga de Naciones de Voleibol Femenino 2021
- Cuatro veces campeona sudamericana (2003/05/07/09)
- Cinco veces campeona del Gran Premio del Mundo (2004/05/06/08/09)
- Dos veces ganadora de la Copa de Campeones (2005/2013)
- Campeona del Torneo Courmayeur (2005)
- Campeona del Torneo Clasificatorio al Mundial (2005)
- Subcampeona de Copa Mundial (2007)
- Bicampeona de la Final Four (2008/09)
- Bicampeona de la Copa Panamericana (2006/09)
- Tricampeona del Torneo de Montreux (09/06/2005)
- Subcampeona del mundo (2006)
- Subcampeona del mundo (2010)
- Subcampeona del mundo (2022)